# سد دهن قلعه
سد دهن قلعه یک سد ذخیره‌ای-تغذیه‌ای و از نوع خاکی همگن با هسته رسی می‌باشد.
این سد در استان خراسان رضوی، شهرستان بردسکن قرار دارد. محل دقیق این سد در نزدیکی روستایی به همین نام (دهن قلعه) در بخش انابد شهرستان بردسکن می‌باشد. هدف از ایجاد این سد، بررسی جامع و کامل گزینه‌های مختلف بهره‌برداری بهینه از سیلاب‌های رودخانه دهن قلعه از طریق مهار سیلاب و ذخیره آن به منظور تغذیه سفره‌های آب زیرزمینی دشت پایین‌دست در درجه اول و سایر بهره‌برداری‌های ممکن آب استحصالی در درجات بعد می‌باشد.

## مشخصات مخزن
| حجم مخزن در تراز نرمال  | ۵٫۹۷ میلیون متر مکعب  |
| حجم سالانه آورد رودخانه | ۲۱٫۷۹ میلیون متر مکعب |
| حجم آب تنظیمی سالانه    | ۱۵٫۵۰ میلیون متر مکعب |
| حجم رسوبات سالانه       | ۰٫۳۶۴ میلیون متر مکعب |
| سطح مخزن در تراز نرمال  | ۱۰۵ هکتار             |
| طول مخزن                | ۱۴٫۷ میلیون متر مکعب  |
| حجم سیلاب هزار ساله     | ۲۱٫۶۸ میلیون متر مکعب |

## گشایشات آبگیری
نوع سازه لوله فولادی مدفون در بتن می‌باشد که در سمت چپ سد بر روی تکیه‌گاه سنگی قرار دارد و رقوم ورودی ۱۰۲۸ متر از سطح مبنا و گنجایش آبگیر ۳٫۱۶ متر مکعب بر ثانیه است. سازه استهلاک انرژی حوضچه آرامش تیپ USBR IV و عرض حوضچه ۱۰ متر، طول ۹٫۵ متر و حداکثر سرعت آب ۹٫۱ متر بر ثانیه است. نوع شیر تنظیم در شیرخانه پروانه‌ای و در محل خروجی از نوع کشویی می‌باشد.